# Evaza discalis
Evaza discalis är en tvåvingeart som beskrevs av James 1962. Evaza discalis ingår i släktet Evaza och familjen vapenflugor. Inga underarter finns listade i Catalogue of Life.